# Karl Porz
Karl Porz, auch latinisierte Schreibweisen bekannt, (* um 1485 in Nürnberg; † 1549 in Böblingen) war ein reformatorischer Amtmann in Württemberg. Er war Schreiber und Berater mehrerer Reformatoren und wirkte bei der Säkularisation des Klosters Maulbronn mit.

## Biographie
Er entstammte einer Nürnberger Kaufmannsfamilie, sein Vater war der Patrizier Konrad Portz, der in Ratsprotokollen auch Kunz Pretzel genannt wird. Die Familie hieß ursprünglich Pretzel, was einen Rückschluss auf das Bäckerhandwerk erlaubt, hat ihren Namen aber wohl noch zu Lebzeiten des Vaters in Portz oder Porz geändert, um ihren gesellschaftlichen Aufstieg zu Ratspersonen während der Blütejahre der Reichsstadt auch durch den Namen auszudrücken. Das Grabdenkmal des Vaters aus der Werkstatt des Peter Vischer befand sich in der Sebalduskirche.
Carolus besuchte die Lateinschule in Nürnberg und trat als jüngster der Porz-Söhne danach kurz nach 1500 in das Karmelitenkloster Nürnberg ein. Dort war er zunächst im Skriptorium beschäftigt. Ab 1506 begleitete er Franziskus Cellarius und andere Visitatoren auf ihren Visitationsreisen durch Nordbayern und Sachsen. Ab 1513 gehörte er zur Gruppe der von Kaiser Maximilian in die Universität Wittenberg berufenen Kleriker, die die dem sächsischen Fürsten Friedrich III. verliehenen Rechte aus kirchenrechtlicher Sicht prüfen sollte. Bei dieser Gelegenheit hatte Portus sicher Kontakt zu Martin Luther, Andreas Bodenstein und anderen späteren Köpfen der Reformation, die schon zu jener Zeit in Wittenberg tätig waren.
Im Juni 1518 trat Porz aus dem Karmelitenkloster aus. Über die Zeit in Wittenberg 1513/14 und seinen Austritt 1518 fehlen jegliche Quellen. 1520 erscheint er im Umfeld von Franciscus Irenicus am Stift in Baden-Baden. Er ist dort weiterhin als Schreiber tätig, wird aber auch Berater genannt und betätigte sich als Hilfsprediger.
1523 wechselte er nach Schwäbisch Hall, wo er neben Johann Isenmann und Johannes Brenz auch als Hilfsprediger in den Kirchen St. Michael und St. Katharina erscheint. 1524 war er Hilfsprediger neben Johann Lachmann in St. Kilian in Heilbronn. Von 1525 an ist er wieder im Gefolge von Brenz in Hall und erledigt anfallende Schreibarbeiten.
Ab etwa 1533 war Porz in Ulm. Dort wurde er als Lesemeister in das Gefolge von Ambrosius Blarer berufen. Ab 1535 war er Mitarbeiter des neuen württembergischen Generalsuperintendenten Erhard Schnepf. Ab 1538 wirkte er wieder unter Blarrer bei der Säkularisation des Klosters Maulbronn mit, wo ihm die Aufstellung des Klosterbesitzes übertragen war. Kurz nach 1540 verlieren sich seine Spuren, er scheint aber weiterhin im Umfeld von Maulbronn tätig gewesen zu sein, da er 1549 im nahen Böblingen starb.
Porz blieb lange nahezu unerwähnt oder unidentifiziert. Erst Richard Hachenberger hat 1990 in seiner Arbeit über die Maulbronner Weinberg-Inventare festgestellt, dass Porz als Schreiber des Inventars kein bis dato unbekannter Amtsschreiber, sondern ein Vertrauter Blarers war, der sich in den Jahren zuvor auch im Umfeld weiterer Köpfe der Reformation aufhielt. Hachenberger wies nach, dass in den Frühschriften von Brenz mit dem dort erwähnten Portus nicht wie man bislang annahm der lateinische Begriff für Hafen, sondern der Schreiber von Brenz gemeint war, der mit Porz identisch ist. Ebenso war es Hachenberger, der Porz in jungen Jahren als Karmelit in Nürnberg ausmachte und seine familiäre Abstammung klären konnte. Er hält Porz, auch wegen seines Alters, für ein Bindeglied der Reformation im Südwesten, der als Schreiber sogar Teile des Syngramma Suevicum geschrieben haben könnte. 
Vieles aus seinem Lebensweg, vor allem weswegen er aus dem Karmelitenkloster ausgetreten ist und sich später ein Wechsel aus den Reichsstädten nach Württemberg vollzog, ist wie sein Begräbnisort unbekannt. Eine Notiz in den Maulbronner Inventaren nennt sein Sterbejahr 1549 und den Sterbeort Böblingen.